# Bruno Nicolai
Bruno Nicolai (ur. 20 maja 1926 w Rzymie, zm. 16 sierpnia 1991 tamże) – włoski kompozytor muzyki filmowej i dyrygent aktywny w latach 60. i 80. XX wieku.
Studiując grę na fortepianie i kompozycję w Akademii Muzycznej św. Cecylii w Rzymie Nicolai zaprzyjaźnił się z Ennio Morricone. Nicolai dyrygował orkiestrą przy nagrywaniu muzyki skomponowanej przez Morricone. Sam tworzył muzykę filmową, pisał ją m.in. do filmów hiszpańskiego reżysera Jesúsa Franco. Kompozytor sięgał do prog rocka i muzyki eksperymentalnej, wykorzystując dźwięki akustyczne i syntezowane..

## Wybrana filmografia
Bruno Nicolai stworzył muzykę m.in. do następujących filmów:
- Giulietta e Romeo, reż. Riccardo Freda, 1964
- Centomila dollari per Ringo, reż. Alberto De Martino, 1965
- Kiss Kiss... Bang Bang, reż. Duccio Tessari, 1966
- Django strzela pierwszy, reż. Alberto De Martino, 1966
- Missione speciale Lady Chaplin, reż. Alberto De Martino, Sergio Grieco, 1966
- The Christmas That Almost Wasn't, reż. Rossano Brazzi, 1966
- I giorni della violenza, reż. Alfonso Brescia, 1967
- Corri, uomo, corri, reż. Sergio Sollima, 1968 (wraz z Ennio Morricone)
- 99 mujeres, reż. Jesús Franco, Bruno Mattei, 1967
- Marquis de Sade: Justine, reż. Jesús Franco, 1968
- Land Raiders, reż. Nathan Juran, 1969
- Femmine insaziabili, reż. Alberto De Martino, 1969
- Flashback, reż. Raffaele Andreassi, 1969
- Zenabel, reż. Ruggero Deodato, 1969
- Arizona si scatenò... e li fece fuori tutti!, reż. Sergio Martino, 1970
- Il trono di fuoco, reż. Jesús Franco, 1970
- Una Nuvola di polvere... un grido di morte... arriva Sartana, reż. Giuliano Carnimeo, 1970
- Książę Dracula, reż. Jesús Franco, 1970
- Indio Black, sai che ti dico: Sei un gran figlio di..., reż. Gianfranco Parolini, 1970
- La coda dello scorpione, reż. Sergio Martino, 1971
- Anda muchacho, spara!, reż. Aldo Florio, 1971
- La Notte che Evelyn uscì dalla tomba, reż. Emilio Miraglia, 1971
- I corvi ti scaveranno la fossa, reż. Joan Bosch Palau, 1971
- La dama rossa uccide sette volte, reż. Emilio Miraglia, 1972
- Skąd wzięły się te dziwne krople krwi na ciele Jennifer?, reż. Giuliano Carnimeo, 1972
- Tutti i colori del buio, reż. Sergio Martino, 1972
- Casa d'appuntamento, reż. Ferdinando Merighi, 1972
- Il tuo vizio è una stanza chiusa e solo io ne ho la chiave, reż. Sergio Martino, 1972
- Quel gran pezzo dell'Ubalda tutta nuda e tutta calda, reż. Mariano Laurenti, 1972
- Dziewica wśród żywych trupów, reż. Jesús Franco, Jean Rollin, Pierre Quérut, 1972
- Dio in cielo... Arizona in terra, reż. Juan Bosch, 1972
- L'onorata famiglia - Uccidere è cosa nostra, reż. Tonino Ricci, 1973
- Lo chiamavano Tresette... giocava sempre col morto, reż. Giuliano Carnimeo, 1973
- Il mio nome è Shanghai Joe, reż. Mario Caiano, 1973
- Dziesięciu małych Indian, reż. Peter Collinson, 1974
- Gatti rossi in un labirinto di vetro, reż. Umberto Lenzi, 1975
- L'uomo della strada fa giustizia, reż. Umberto Lenzi, 1975
- Kaligula, reż. Tinto Brass, 1979
- Camminacammina, reż. Ermanno Olmi, 1983